# Легка атлетика на Літній універсіаді 2023
Змагання з легкої атлетики на Літній універсіаді 2023 проходили 1-6 серпня в Ченду.
Первісно змагання мали проходити 2021 року, проте були перенесені на 2022 рік через пандемію коронавірусної хвороби. Пізніше, у травні 2022, з аналогічних причин старти були перенесені на 2023 рік.
Медалі у всіх дисциплінах, крім шосейних (напівмарафону та ходьби на 20 км) були розіграні на стадіоні спортивного центру «Шуанлю».

## Призери

### Чоловіки
| Дисципліни                               | Золото                                                                                  | Золото      | Срібло | Срібло     | Бронза                                                                     | Бронза      |
| ---------------------------------------- | --------------------------------------------------------------------------------------- | ----------- | --- | ---------- | -------------------------------------------------------------------------- | ----------- |
| 100 метрів                               | Кадріан Голдсон Ямайка                                                                  | 10,04       | Шон Масванганьї ПАР                                                                                                   | 10,06      | Чень Гуаньфен КНР                                                          | 10,17       |
| 200 метрів                               | Цебо Мацоцо ПАР                                                                         | 20,36       | Нісі Юдай Японія | 20,46      | Амлан Боргохайн Індія                                                      | 20,55 SB    |
| 400 метрів                               | Жуан Коелью Португалія                                                                  | 44,79 GR NR | Різ Голдер Австралія                                                                                                  | 44,79 GR   | Міхай Сорін Дрінго Румунія                                                 | 45,27 NR    |
| 800 метрів                               | Мацей Видерка Польща                                                                    | 1.49,09     | Корентан ле Клезіо Франція                                                                                            | 1.49,17    | Уссама Шеррад АлжирЗін ель Абідін Лаггун Алжир                             | 1.49,23     |
| 1500 метрів                              | Бенуа Кампьйон Франція                                                                  | 3.38,61     | Уссама Шеррад Алжир                                                                                                   | 3.40,64    | Єрванд Мкртчан Вірменія                                                    | 3.40,68     |
| 5000 метрів                              | Сімон Бедар Франція                                                                     | 14.14,10    | Юсухара Тайо Японія                                                                                                   | 14.14,15   | Нурсултан Канешбеков Киргизстан                                            | 14.15,33 SB |
| 10000 метрів                             | Дісмас Єко Уганда                                                                       | 28.59,25    | Сезгін Атач Туреччина                                                                                                 | 29.06,62   | Ямамото Юйто Японія                                                        | 29.22,95    |
| 110 метрів з бар'єрами                   | Тойода Кен Японія                                                                       | 13.40       | Нін Сяохань КНР | 13.44 PB   | Кшиштоф Кільян Польща                                                      | 13.55       |
| 400 метрів з бар'єрами                   | Пен Міньян Китайський Тайбей                                                            | 48,62 NR    | Ісмаїл Незір Туреччина                                                                                                | 48,72 PB   | Се Чжіюй КНР                                                               | 48,78 NR    |
| 3000 метрів з перешкодами                | Єнс Мергенталер Німеччина                                                               | 8.38,42     | Нік Єгер Німеччина | 8.40,53    | Собу Ацусі Японія                                                          | 8.40,84     |
| 4×100 метрів                             | КНРЧень Цзяпен Чень Гуаньфен Янь Хайбінь Ден Чжицзянь Суй Гаофей (забіг)                | 38,80       | ТаїландНатават Ямудом Сораоат Дапбанг Чают Хонгпрасіт Таватчай Хімаяд                                                 | 38,80      | ПАРТембо Монаренг Цебо Мацоцо Екхарт Потгітер Шон Масванганьї              | 38,83       |
| 4×400 метрів                             | ТуреччинаІльяс Чанакчі Кубілай Енчу Берке Акчам Ісмаїл Незір                            | 3.03,46     | ПольщаАдам Лукомський Патрик Гжегожевич Данієль Солтисяк Маиеуш Жезничак Кшиштоф Голуб (забіг) Якуб Олейничак (забіг) | 3.05,10    | ПАРНхланхла Масеко Тьярт ван дер Вальт Верніх ван Ренсбург Ліндукухле Гора | 3.05,17     |
| Ходьба 20 кілометрів                     | Саліх Коркмаз Туреччина                                                                 | 1:23.40     | Цянь Хайфен КНР | 1:24.40    | Мандзю Харукі Японія                                                       | 1:25.32     |
| Ходьба 20 кілометрів (командна першість) | КНРЦянь Хайфен Цуй Ліхун Лі Яньдун Чжан Хунлян Лі Сяобінь                               | 4:18.54     | ЯпоніяМандзю Харукі Татейва Кадзухіро Йосікава Кенто                                                                  | 4:21.18    | АвстраліяВільям Томпсон Мітчелл Бейкер Ділан Річардсон Тімоті Фрейзер      | 4:32.52     |
| Напівмарафон                             | Сезгін Атач Туреччина                                                                   | 1:04.36     | Аєтулла Асланхан Туреччина                                                                                            | 1:04.37 PB | Ян Кегу КНР                                                                | 1:04.48     |
| Напівмарафон (командна першість)         | ТуреччинаСезгін Атач Аєтулла Асланхан Емер Амачтан Махсум Дегер Абдуррахман Гідікліоглу | 3:14.31     | КНРЯн Кегу Ма Жуй Ма Юйцзе Ван Цунчжен Чень Тяньюй                                                                    | 3:17.12    | ЯпоніяЙосіда Рейсі Сінохара Котаро Мацунага Рей                            | 3:17.18     |
| Стрибки у висоту                         | Владислав Лавський Україна                                                              | 2,25 PB     | Фу Чаосуань Китайський Тайбей                                                                                         | 2,20       | Роман Петрук УкраїнаГергей Терек УгорщинаЦай Вейчі Китайський Тайбей       | 2,20        |
| Стрибки з жердиною                       | Урхо Куянпяя Фінляндія                                                                  | 5,55        | Пацапонг Амсаманг Таїланд                                                                                             | 5,55       | Кун ван дер Вейст Нідерланди                                               | 5,45        |
| Стрибки в довжину                        | Чжан Цзинцян КНР                                                                        | 7,93 SB     | Вень Хуаюй Китайський Тайбей                                                                                          | 7,83       | Лін Чіасінг Китайський Тайбей                                              | 7,83        |
| Потрійний стрибок                        | Су Вень КНР                                                                             | 17,01       | Неджаті Ер Туреччина                                                                                                  | 16,83 SB   | Хуан Хуафен КНР                                                            | 16,76 SB    |
| Штовхання ядра                           | Конрад Буковецький Польща                                                               | 20,23 SB    | Шимон Мазур Польща | 19,20      | Ксавер Гастенрат Німеччина                                                 | 18,69       |
| Метання диска                            | Оскар Стачник Польща                                                                    | 63,00 SB    | Кай Чанг Ямайка | 61,82 SB   | Уссама Хеннусі Алжир                                                       | 61,33 PB    |
| Метання молота                           | Ван Ці КНР                                                                              | 73,63       | Десіу Андраде Португалія                                                                                              | 73,43      | Давід Пілат Польща                                                         | 72,27       |
| Метання списа                            | Едіс Матусевічус Литва                                                                  | 80,37       | Ципрян Мжиглуд Польща                                                                                                 | 80,02      | Топіас Лайне Фінляндія                                                     | 78,42       |
| Десятиборство                            | Вілем Страський Чехія                                                                   | 7925 PB     | Еднарас Бенкунскас Литва                                                                                              | 7879       | Алек Даймонд Австралія                                                     | 7812 SB     |

### Жінки
| Дисципліни                               | Золото | Золото   | Срібло                                                                                                | Срібло     | Бронза                                                                | Бронза   |
| ---------------------------------------- | --- | -------- | --- | ---------- | --------------------------------------------------------------------- | -------- |
| 100 метрів                               | Патріція ван дер Векен Люксембург | 11,22    | Вікторія Форстер Словаччина                                                                           | 11,34      | Магдалена Лінднер Австрія                                             | 11,44    |
| 200 метрів                               | Нікола Горовська Польща | 23,00 SB | Марлена Гранашевська Польща                                                                           | 23,20 PB   | Банеле Шабангу ПАР                                                    | 23,29    |
| 400 метрів                               | Марлі Вільюн ПАР | 52,38    | Коррссія Перрі США                                                                                    | 52,62 PB   | Барбора Малікова Чехія                                                | 52,66    |
| 800 метрів                               | Лаура Пеллікоро Італія | 2.04,20  | Найт Акіру Уганда                                                                                     | 2.04,34 SB | Харне Сварт ПАР                                                       | 2.04,73  |
| 1500 метрів                              | Лаура Пеллікоро Італія | 4.15,82  | Вера Гоффманн Люксембург                                                                              | 4.16,47    | Шілан Айїлдіз Туреччина                                               | 4.17,26  |
| 5000 метрів                              | Маряна Машаду Португалія | 16.02,58 | Ся Юйюй КНР                                                                                           | 16.04,00   | Ямадзакі Ріса Японія                                                  | 16.08,86 |
| 10000 метрів                             | Ся Юйюй КНР | 33.48,35 | Яйла Генен Туреччина                                                                                  | 34.05,03   | Фатма Карасу Туреччина                                                | 34.10,97 |
| 100 метрів з бар'єрами                   | Вікторія Форстер Словаччина | 12,72 NR | Яньні У КНР                                                                                           | 12,76 PB   | Джйоті Ярраджі Індія                                                  | 12,78 PB |
| 400 метрів з бар'єрами                   | Аліче Мураро Італія | 55,48 PB | Марлене Сілва Бразилія                                                                                | 56,45 PB   | Сара Мато Угорщина                                                    | 56,58 PB |
| 3000 метрів з перешкодами                | Кара Феавейн-Раян Австралія | 9.46,02  | Семра Караслан Туреччина                                                                              | 9.50,42    | Джорджія Вінкап Австралія                                             | 9.51,22  |
| 4×100 метрів                             | КНРЛян Сяоцзин Ге Маньці Цай Яньтін Лі Юйтін Лі Хе (забіг)                                                                               | 43,70    | ПольщаМарлена Гранашевська Моніка Ромашко Пауліна Палух Нікола Горовська Вероніка Бартновська (забіг) | 44,20      | ПАРАнтуанетте ван дер Мерве Банеле Шабангу Йовіале Мбіша Тамзін Томас | 44,36    |
| 4×400 метрів                             | ПольщаВероніка Бартновська Кароліна Лозовська Маргарита Кочанова Александра Формелла Наталя Воштиль (забіг) Марлена Гранашевська (забіг) | 3.32,81  | БразиліяМарлене дус Сантус Летісія Ліма Джована дус Сантус Анні ді Бассі                              | 3.34,31    | ШвейцаріяНоемі Саламін Вероніка Ванкардо Оксана Ешбахер Карін Діш     | 3.34,57  |
| Ходьба 20 кілометрів                     | Мер'єм Бекмез Туреччина | 1:33.53  | Елішка Мартінкова Чехія                                                                               | 1:33.58    | Гао Лань КНР                                                          | 1:35.28  |
| Ходьба 20 кілометрів (командна першість) | КНРГао Лань Цзі Цзе Лю Жоумей Інь Ламей                                                                                                  | 4:52.02  | СловаччинаХана Бурзалова Ема Хачундова Альжбета Рагасова                                              | 5:05.36    | ІндіяПуджа Кумават Нікіта Ламба Мансі Негі Пріянка Госвамі            | 5:12.13  |
| Напівмарафон                             | Кітагава Хікару Японія | 1:13.17  | Яйла Генен Туреччина                                                                                  | 1:13.31    | Фатма Карасу Туреччина                                                | 1:14.28  |
| Напівмарафон (командна першість)         | ТуреччинаЯйла Генен Фатма Карасу Дер'я Кунур Бурджу Субатан                                                                              | 3:43.14  | ЯпоніяКітагава Хікару Ейнага Ріо Харада Сакі                                                          | 3:45.27    | КНРЛо Ся Ню Ліхуа Ся Юйюй Ван Цзялі                                   | 3:48.44  |
| Стрибки у висоту                         | Роуз Єбоа Гана | 1,94 PB  | Олена Куліченко Кіпр                                                                                  | 1,91 =PB   | Венла Пулкканен Фінляндія                                             | 1,88 PB  |
| Стрибки з жердиною                       | Ангеліка Мозер Швейцарія | 4,62 SB  | Чень Цяолін КНРАльбан Дорден ФранціяБереніс Пті Франція                                               | 4,30       | не вручалась                                                          |          |
| Стрибки в довжину                        | Нікола Горовська Польща | 6,60 PB  | Магдалена Бокун Польща                                                                                | 6,41       | Бхавані Бхагаваті Індія                                               | 6,32     |
| Потрійний стрибок                        | Туйба Данішмаз Туреччина | 14,31 PB | Діана Загайнова Литва                                                                                 | 14,02 SB   | Адріанна Ласковська Польща                                            | 13,83    |
| Штовхання ядра                           | Сун Цзяюань КНР | 18,56    | Ельяна Арруда Португалія                                                                              | 17,47      | Лея Рідель Німеччина                                                  | 17,32    |
| Метання диска                            | Антонія Кінцель Німеччина | 59,18    | Йоланді Стандер ПАР                                                                                   | 57,89      | Се Юйчень КНР                                                         | 57,62 SB |
| Метання молота                           | Лі Цзянянь КНР | 71,20    | Сюй Сіньїн КНР                                                                                        | 69,45      | Александра Смех Польща                                                | 68,65    |
| Метання списа                            | Еда Тугсуз Туреччина | 59,05    | Су Ліндань КНР                                                                                        | 57,87      | Яна ван Схалквік ПАР                                                  | 57,45 PB |
| Семиборство                              | Ізабель Пош Австрія | 6107 PB  | Юлія Лобан Україна                                                                                    | 6063       | Лідія Болль Швейцарія                                                 | 5923 PB  |

## Медальний залік
| Місце               | Країна              | Золото | Срібло | Бронза | Загалом |
| ------------------- | ------------------- | ------ | ------ | ------ | ------- |
| 1                   | КНР                 | 10     | 8      | 7      | 25      |
| 2                   | Туреччина           | 8      | 7      | 3      | 18      |
| 3                   | Польща              | 6      | 6      | 4      | 16      |
| 4                   | Італія              | 3      | 0      | 0      | 3       |
| 5                   | Японія              | 2      | 4      | 5      | 11      |
| 6                   | Франція             | 2      | 3      | 0      | 5       |
| 7                   | ПАР                 | 2      | 2      | 6      | 10      |
| 8                   | Португалія          | 2      | 2      | 0      | 4       |
| 9                   | Німеччина           | 2      | 1      | 2      | 5       |
| 10                  | Китайський Тайбей   | 1      | 2      | 2      | 5       |
| 11                  | Литва               | 1      | 2      | 0      | 3       |
| 11                  | Словаччина          | 1      | 2      | 0      | 3       |
| 13                  | Австралія           | 1      | 1      | 3      | 5       |
| 14                  | Україна             | 1      | 1      | 1      | 3       |
| 14                  | Чехія               | 1      | 1      | 1      | 3       |
| 16                  | Люксембург          | 1      | 1      | 0      | 2       |
| 16                  | Уганда              | 1      | 1      | 0      | 2       |
| 16                  | Ямайка              | 1      | 1      | 0      | 2       |
| 19                  | Фінляндія           | 1      | 0      | 2      | 3       |
| 19                  | Швейцарія           | 1      | 0      | 2      | 3       |
| 21                  | Австрія             | 1      | 0      | 1      | 2       |
| 22                  | Гана                | 1      | 0      | 0      | 1       |
| 23                  | Бразилія            | 0      | 2      | 0      | 2       |
| 23                  | Таїланд             | 0      | 2      | 0      | 2       |
| 25                  | Алжир               | 0      | 1      | 3      | 4       |
| 26                  | Кіпр                | 0      | 1      | 0      | 1       |
| 26                  | США                 | 0      | 1      | 0      | 1       |
| 28                  | Індія               | 0      | 0      | 4      | 4       |
| 29                  | Угорщина            | 0      | 0      | 2      | 2       |
| 30                  | Вірменія            | 0      | 0      | 1      | 1       |
| 30                  | Киргизстан          | 0      | 0      | 1      | 1       |
| 30                  | Нідерланди          | 0      | 0      | 1      | 1       |
| 30                  | Румунія             | 0      | 0      | 1      | 1       |
| Загалом (33 збірні) | Загалом (33 збірні) | 50     | 52     | 52     | 154     |

## Виступ українців
Збірна України була представлена на Універсіаді 7 атлетами.
| Чоловіки (4) | Чоловіки (4)       | Чоловіки (4) | Чоловіки (4) |
| Місце        | Атлет              | Дисципліна   | Результат    |
| ------------ | ------------------ | ------------ | ------------ |
| 1            | Владислав Лавський | висота       | 2,25 PB      |
| 3            | Роман Петрук       | висота       | 2,20         |
|              | Гліб Піскунов      | молот        | 72,19 SB     |
|              | Михайло Гаврилюк   | молот        | 71,59        |

| Жінки (3) | Жінки (3)    | Жінки (3)   | Жінки (3) |
| Місце     | Атлетка      | Дисципліна  | Результат |
| --------- | ------------ | ----------- | --------- |
| 2         | Юлія Лобан   | семиборство | 6063      |
|           | Олена Хамаза | молот       | 64,97 SB  |
| кв        | Еріка Лукач  | спис        | 47,71     |